# Darlene Cates
Rita Darlene Cates, född Guthrie den 13 december 1947 i Borger i Texas, död 26 mars 2017 i Forney i Texas, var en amerikansk skådespelerska, mest känd för sin roll som mamman i Lasse Hallströms film Gilbert Grape (1993). Cates vägde 226 kg och fick rollen efter att författaren till boken som låg till grund för filmen såg henne i The Sally Show, lett av Sally Jessy Raphaël.

## Filmografi
- 1993 – Gilbert Grape
- 1994 - Picket Fences
- 1996 - Touched By An Angel
- 2001 – Wolf Girl

## Fotnoter
1. 1 2  Find a Grave, Find A Grave-ID: 177845483, läs online, läst: 9 oktober 2017.[källa från Wikidata]
2. ↑  Janice Min (red.), 'What’s Eating Gilbert Grape' Mother Darlene Cates Dies at 69, The Hollywood Reporter (på engelska), Penske Media Corporation, läs online, läst: 29 mars 2017 .[källa från Wikidata]
3. ↑  'What’s Eating Gilbert Grape' Mother Darlene Cates Dies at 69
4. ↑  Biografi på IMDb